# Кометник-Јоргићи
Кометник-Јоргићи су насељено мјесто у општини Воћин, у Славонији, у Вировитичко-подравској жупанији, Република Хрватска.

## Географија
Кометник-Јоргићи се налазе око 1,5 км источно од Воћина.

## Историја
До територијалне реорганизације у Хрватској насеље се налазило у саставу бивше општине Подравска Слатина.

## Становништво
Кометник-Јоргићи су према попису из 2011. године имали 26 становника.
| Националност       | 1991. | 1981. | 1971. | 1961. |
| Срби               | 115   | 106   |       |       |
| Југословени        |       | 17    |       |       |
| Хрвати             | 4     |       |       |       |
| остали и непознато |       |       |       |       |
| Укупно             | 119   | 123   | '     | '     |

| Демографија | Демографија | Демографија |
| Година      | Становника  | Становника  |
| ----------- | ----------- | ----------- |
| 1981.       | 123         |             |
| 1991.       | 119         |             |
| 2001.       | 53          |             |
| 2011.       |             | 26          |

Напомена: Насеље је самостално од 1981. настало одвајањем бившег насеља Кометник.